# David Cone
Pour les articles homonymes, voir Cone.
David Brian Cone (né le 2 janvier 1963 à Kansas City, Missouri, États-Unis) est un ancien lanceur partant  droitier des Ligues majeures de baseball. Il a joué de 1986 à 2003, pour les Royals de Kansas City, les Mets de New York, les Blue Jays de Toronto, les Yankees de New York et les Red Sox de Boston.
Choisi cinq fois sur l'équipe d'étoiles, il a remporté le trophée Cy Young comme meilleur lanceur de la Ligue américaine en 1994, gagné cinq Séries mondiales et lancé le 16e match parfait de l'histoire des majeures en 1999.

## Carrière

### Débuts
Sélectionné par les Royals de Kansas City en 3e ronde en 1981, David Cone fait son entrée dans les majeures en 1986, effectuant 11 apparitions en relève pour les Royals. Il est échangé aux Mets de New York contre les lanceurs Mauro Gozzo et Rick Anderson et le receveur Ed Hearn.

### Mets de New York
Cone lance dans 21 parties, dont 13 comme lanceur partant, avec les Mets en 1987, remportant 5 victoires contre 6 défaites.
Il connaît sa première saison digne de mention en 1988 avec un dossier victoires-défaites de 20-3 et une moyenne de points mérités de 2,22, des statistiques qui auraient pu lui valoir aisément le trophée Cy Young n'eut été de l'année exceptionnelle connue par le lauréat de la Ligue nationale, Orel Hershiser, des Dodgers de Los Angeles. Il franchit la barre des 200 retraits sur des prises (213) pour la première fois et aide les Mets à terminer en tête de la division Est et atteindre la Série de championnat. Cone perd le deuxième match de la série, puis remporte le sixième, mais l'équipe new-yorkaise s'incline en sept parties devant les Dodgers.
Le droitier passe six saisons chez les Mets, menant la Ligue nationale pour les retraits sur des prises en 1990 et 1991. Son sommet personnel de retraits au bâton fut atteint en 1992 cependant, alors qu'il en réussit 261 au total dans la Nationale et l'Américaine.
Le 30 août 1991, Cone devient le 25e lanceur de toute l'histoire des majeures à connaître une manche de trois retraits sur neuf prises. L'exploit fut accompli en 5e manche d'une rencontre remportée 3-2 par les Mets sur les Reds de Cincinnati.
Le 6 octobre de la même année, il enregistre 19 retraits sur des prises dans un gain de 7-0 des Mets sur les Phillies de Philadelphie, un de moins que le record de tous les temps (partagé aujourd'hui par Roger Clemens, Kerry Wood et Randy Johnson.
Il fut par la suite révélé que Cone avait fait la fête avec des coéquipiers et amis jusqu'à 6 heures 30 le matin de ce match contre les Phillies. De plus, il dut dans les heures suivantes répondre aux allégations d'une femme de Floride, une ancienne amie de cœur, qui prétendait avoir été violée par des joueurs des Mets (Dwight Gooden, Vince Coleman et Darryl Boston) le 30 mars précédent. Aucune accusation ne fut portée contre qui que ce soit, les enquêteurs ayant noté trop d'incohérences dans les allégations de la femme, et la cause fut abandonnée dans les 72 heures.
Deux semaines plus tard cependant, deux spectatrices prétendirent avoir vu Cone en train de se masturber devant elles. Les deux femmes affirmèrent aux journalistes du New York Post, qui publia un texte sur le sujet dans ses pages, que le lanceur leur avait donné rendez-vous dans l'enclos de relève sous prétexte de leur signer des autographes, et que c'est là qu'elles l'auraient surpris avec son pantalon baissé. Cone démentit l'incident, qui se serait produit en 1989[réf. nécessaire],pointant notamment le fait qu'il ne se rendait jamais à l'enclos de relève puisqu'il était un lanceur partant. L'histoire n'alla pas plus loin mais attira les sarcasmes de certains partisans.

### Blue Jays de Toronto
Le 27 août 1992, les Mets échangent Cone aux Blue Jays de Toronto pour le futur joueur de deuxième but étoile Jeff Kent et le voltigeur Ryan Thompson. Le lanceur aide les Jays dans le dernier droit de la saison et participe à leur première conquête de la Série mondiale.

### Royals de Kansas City
Après son passage à Toronto, Cone signe comme agent libre avec les Royals de Kansas City. Après une première saison perdante (11-13), il remporte 16 décisions durant la saison 1994 écourtée par une grève. Il ne subit que 5 défaites et conserve une moyenne de points mérités de 2,94, remportant le trophée Cy Young pour la Ligue américaine. Il est invité à son 3e match d'étoiles à la mi-saison et reçoit même quelques votes au scrutin du joueur le plus utile.
Échangé des Royals de Kansas City à l'une de ces anciennes équipes, les Blue Jays, tout juste avant le début de la saison 1995, Cone montre un dossier de 9-6 pour Toronto, mais est de nouveau échangé en juillet, cette fois aux Yankees de New York.

### Yankees de New York
Le droitier remporte 9 de ses 11 décisions avec les Yankees, bouclant la campagne 1995 avec 18 victoires et seulement huit revers. Il prend le 4e rang au scrutin pour le Cy Young, décerné à Randy Johnson.
En 1996, il souffre d'un anévrisme au bras et est placé sur la liste des joueurs blessés. Il effectue tout de même 11 départs, remportant sept gains contre seulement deux revers. Il remporte un premier match de Série mondiale, alors que les Yankees ravissent le titre aux Braves d'Atlanta.
Après une saison de 12-6 en 1997, il connaît sa seconde saison de 20 victoires (20-6) en 1998 et remporte à nouveau la Série mondiale avec les Yankees.
Le 18 juillet 1999, David Cone lance le 16e match parfait de l'histoire des majeures, retirant 27 frappeurs consécutifs au Yankee Stadium dans une victoire de 6-0 sur les Expos de Montréal.
Ce match fut la première partie parfaite et le premier match sans coup sûr depuis le début des matchs inter-ligues au baseball majeur en 1994, mais le deuxième en parties inter-ligues si l'on inclut le seul match parfait de l'histoire des Séries mondiales, celui de Don Larsen en 1956.
L'équipe du Bronx remporte à nouveau le titre mondial en 1999 et 2000. En 1999, Cone remporte un match en Série de championnat contre Boston puis un autre en finale contre Atlanta. Il ne lance toutefois qu'une manche et un tiers en séries d'après-saison de 2000, complétant sa carrière en éliminatoires avec un excellent rendement de 8-3, dont une fiche de 2-0 en Séries mondiales.

### Dernières saisons
David Cone connaît une dernière saison gagnante avec les Red Sox de Boston en 2001. Il ne joue pas en 2002 puis retourne dans le Big Apple terminer sa carrière de joueur chez les Mets. Il se retire le 28 mai, ennuyé par des malaises chroniques à la hanche.

## Honneurs et exploits
- A lancé un match parfait pour les Yankees de New York le 18 juillet 1999.
- Gagnant du trophée Cy Young dans la Ligue américaine en 1994.
- A participé à 5 matchs des étoiles (1988, 1992, 1994, 1997, 1999).
- A remporté 5 Séries mondiales (1992, 1996, 1998, 1999, 2000).
- A mené la Ligue nationale pour les retraits sur des prises en 1990 (233) et 1991 (241).
- A mené la Ligue américaine pour les victoires en 1998 (20).
- Premier dans la Ligue nationale pour le pourcentage (,870) victoires-défaites (20-3) en 1988.
- Premier dans la Ligue nationale pour la moyenne de retraits sur des prises par tranche de 9 manches lancées en 1990 (9,91), 1991 (9,32) et 1992 (9,79).
- Détient le record des ligues majeures pour le plus grand nombre d'années écoulées entre deux saisons de 20 victoires ou plus (réussies à 10 ans d'intervalle, en 1988 et 1998).

## Après-carrière
David Cone est retourné en 2008 chez les Yankees, mais cette fois comme analyste des matchs de l'équipe pour le réseau YES Network.